# Christiansø
Christiansø è un'isola situata 18 km a nord-est dell'isola danese di Bornholm e fa parte dell'arcipelago delle isole Ertholmene.

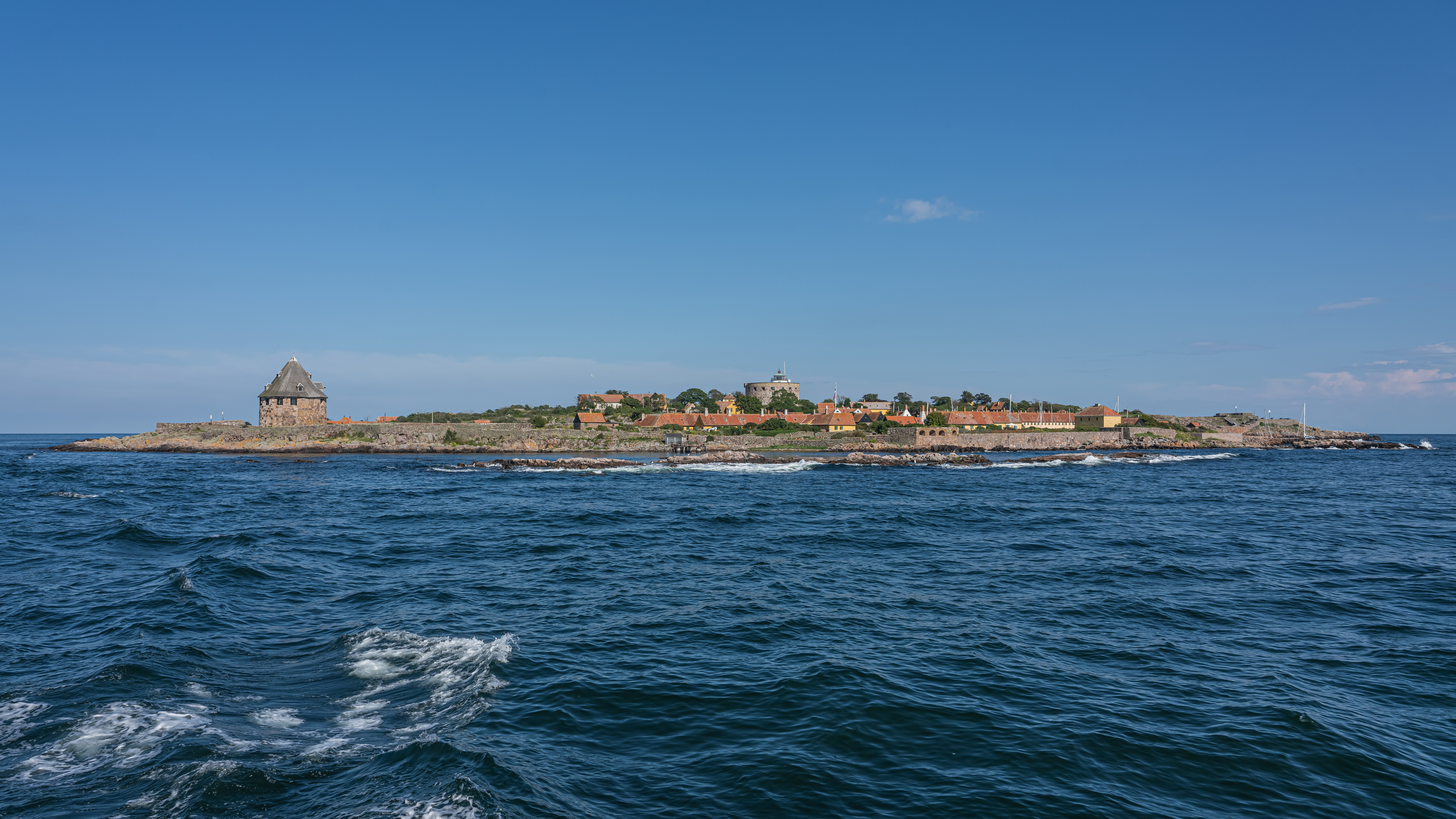
Veduta

L'isola non appartiene ad alcun territorio comunale, ma è amministrata direttamente dal ministero della difesa danese.